# Benquet
 Benquet  es una población y comuna francesa, situada en la región de Aquitania, departamento de Landas, en el distrito de Mont-de-Marsan y cantón de Mont-de-Marsan-Sud.

## Demografía
| 858 | 828 | 1039 | 1154 | 1240 | 1291 |
| Para los censos de 1962 a 1999 la población legal corresponde a la población sin duplicidades (Fuente: INSEE [Consultar]) |     |      |      |      |      |